# Chelsea Baratz
Chelsea Baratz (* 24. März 1986 in Pittsburgh) ist eine amerikanische Jazzmusikerin (Tenorsaxophon).

## Leben und Wirken
Baratz spielte bereits seit der Highschool in der Jazzszene in Pittsburgh mit Roger Humphries, Dwayne Dolphin und Trompeter Sean Jones. Nach dem Highschoolabschluss studierte sie zwei Jahre an der lokalen Slippery Rock University und nahm an deren Jazzsommerkursen, etwa mit Branford Marsalis, teil. 2006 trat sie als Gastkünstlerin bei Corey Wilkes’ Chicago Young Lions Project mit Jimmy Cobb und Von Freeman auf. Im Alter von 19 Jahren zog sie nach New York, um mit einem Stipendium die New School for Jazz and Contemporary Music zu besuchen.
Mit dem Trompeter und Produzenten Mobetta Brown entstand ihr Debütalbum In Faith (2012). Darüber hinaus spielte Chelsea auf Aretha Franklins Album Jewels in the Crown, Mobetta Browns The Mood, Hector Martignons Banda Grande und auf Brandee Youngers Alben Wax and Wane, Live at the Breeding Ground, Soul Awakening und Somewhere Different (2021). Weiterhin ist sie auf Relationships von Trevor Lawrence Jr. und als Solistin und Komponistin auf Corey Wilkes Debütalbum Drop It (Delmark Records) zu hören. Ferner trat sie mit Louis Hayes, Christian McBride, DJ Logic, Roy Hargrove, Jeff Tain Watts, Vincent Herring, Eric Lewis, Robert Glasper, Matt Schofield und Robert Irving III auf.